# Histoire de Fontainebleau

Les armoiries de Fontainebleau se blasonnent ainsi :
Coupé: au 1er d'or à l'aigle impériale de sable; au 2e d'argent à la salamandre sur sa patience de gueules; à la fasce d'azur chargée d'une jumelle ondée d'argent brochant sur le coupé; au franc canton d'azur à la lettre capitale N d'or surmontée d'une étoile rayonnante du même.
Ornements extérieurs : timbré d'une couronne murale à sept créneaux d'argent portant sur son bandeau un double F d'or, soutenue d'un caducée de même auquel sont suspendus deux festons servant de lambrequins, l'un à dextre de chêne, l'autre à senestre d'olivier aussi d'or, noués et rattachés par des bandelettes d'azur.
Historique : ces armoiries ont été octroyées à la ville par Napoléon III, le 25 juin 1864.

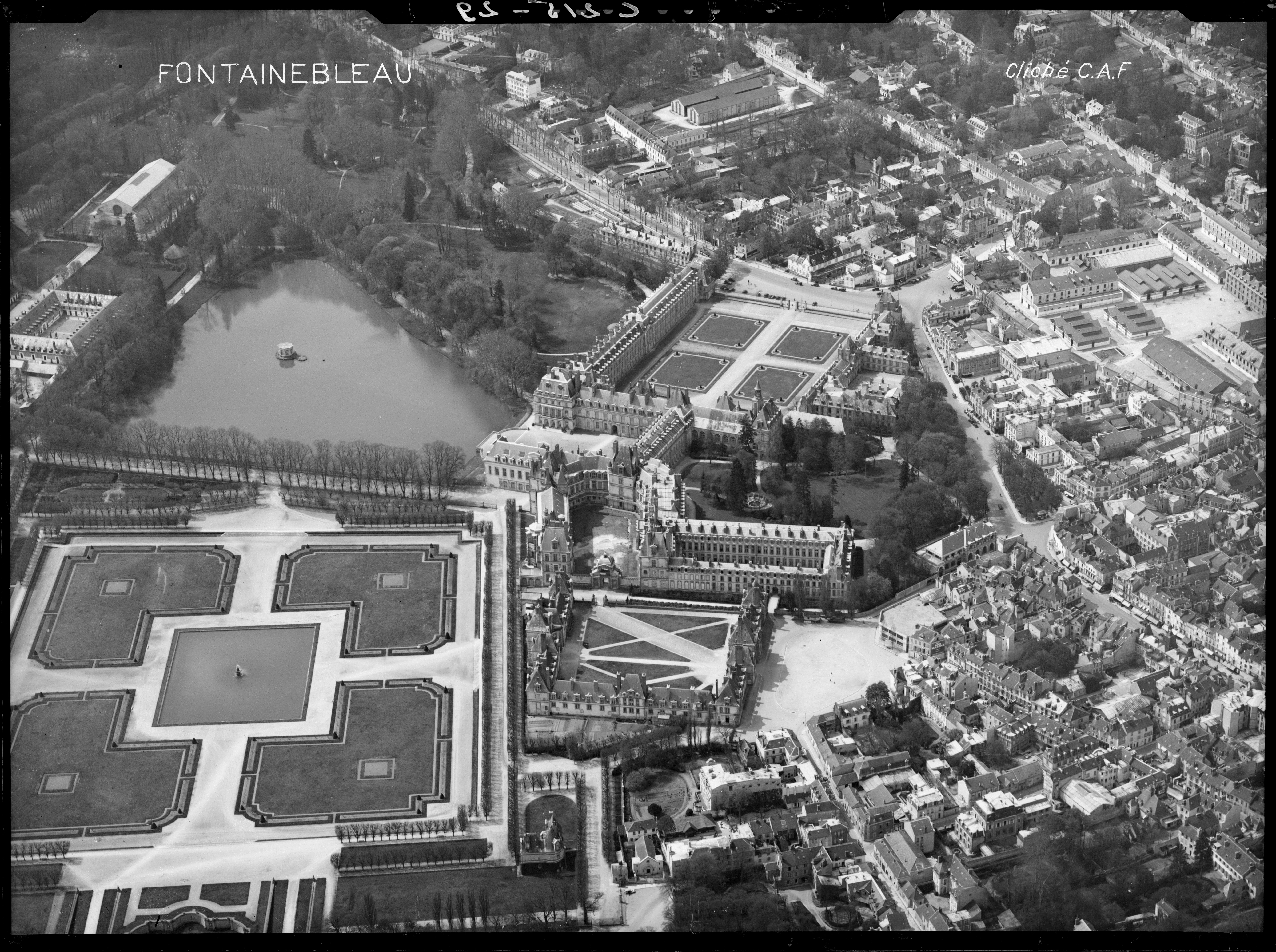
Vue aérienne du centre-ville de Fontainebleau avec le château, en avril 1935.

 (février 2024).
Si vous disposez d'ouvrages ou d'articles de référence ou si vous connaissez des sites web de qualité traitant du thème abordé ici, merci de compléter l'article en donnant les références utiles à sa vérifiabilité et en les liant à la section « Notes et références ».
Pour un article plus général, voir Fontainebleau.
L'histoire de Fontainebleau articule les évolutions de son centre urbain, de ses habitants, en relation directe avec le château et la forêt ainsi que leur inscription dans un cadre régional. Largement influencé par la présence de les fréquentes venues de la Cour, Fontainebleau s'est développée comme lieu de villégiature à partir du XIXe siècle et depuis notamment comme destination de tourisme.

## Protohistoire
En 2012, les vestiges d'un village gaulois qui daterait du IIIe siècle avant notre ère furent mis au jour lors de l'entretien d'une des places du château de Fontainebleau, 

## Moyen Âge
L'occupation du site se poursuivit au moins jusqu'après l'époque carolingienne, mais la première mention du château lui-même date de 1137 : il s'agit alors d'un château fort utilisé comme rendez-vous de chasse en forêt de « Bieria » (c'est ainsi qu'était nommée la forêt de Fontainebleau, peut-être du IXe siècle jusqu'à une époque récente – Jean-Baptiste Colbert utilisa encore ce nom dans un document daté de 1664 – parce qu'une bande de guerriers danois menée par un certain « Bier » y séjourna, commettant des exactions dans la région, peut-être pendant ou après le siège de Paris par les vikings en 885-887).
Une chapelle est intégrée au château-fort et consacrée en 1169 par Thomas Becket, archevêque de Canterbury, alors en exil en France.
Saint Louis, qui apprécie beaucoup le lieu, l'appelle « ses déserts », fait construire à côté du château fort un couvent-hôpital tenu par des moines.
Philippe le Bel naît au château en 1268 et y meurt en 1314.
Philippe VI y scelle un traité avec Jean Ier de Bohême : ce dernier, honorant le contrat, combat les Anglais à la bataille de Crécy, et y perd la vie.

## Époque moderne

### Renaissance
Toutefois, le lieu ne fut guère qu'un hameau jusqu'en 1528, date à laquelle François Ier, de retour en France après avoir passé une année en captivité en Espagne (après sa défaite à Pavie en 1525), décide d'y construire un palais inspiré de ceux qu'il a vu en Italie, et fait appel à des artistes italiens de renom : le château-fort disparaît – il en reste le donjon, remanié, massive construction de forme carrée, qui borde la « Cour ovale ».
La ville – ainsi qu'Avon – tira bien vite parti des visites répétées de la Cour et des rois, accueillant rapidement restaurants et auberges dont les chambres sont louées à prix d'or.
Lorsque la Cour n'est pas à Fontainebleau, la ville continue de vivre grâce à des travaux constants d'embellissement, du château et de la cité : ouvriers et artistes y vivent toute l'année.
Après François Ier, un autre de ses grands bienfaiteurs fut Henri IV : à partir de 1594 il y séjourna chaque année, faisant embellir et agrandir le château, creuser le grand canal, tracer des routes et des sentiers dans la forêt pour faciliter les déplacements, surtout lors des journées de chasses…
Le futur François II naît à Fontainebleau en 1544, le futur Henri III en 1551.

### XVIIesiècle
Le futur Louis XIII naquit au château en 1601. La ville fit les délices d'Élisabeth-Charlotte de Bavière – la Princesse Palatine –, et comptait près de 7 000 habitants au XVIIe siècle. Elle abrite alors une trentaine d'hôtels particuliers bâtis pour de grands seigneurs, à l'exemple de celui du « Grand Ferrare » – dont il ne reste aujourd'hui que le portail d'entrée –, résidence d'Hippolyte d'Este.
Le 10 novembre 1657 est assassiné dans la Galerie des cerfs du château le favori de la reine Christine de Suède, Giovanni Monaldeschi.
Le 18 octobre 1685, Louis XIV signe l'édit de Fontainebleau, plus connu sous la désignation de « révocation de l'édit de Nantes », qui poussa à l'exil de nombreux protestants, mais mis fin à de constantes tensions dans le royaume entre catholiques et réformés.
Il fit aussi réaliser un ensemble exceptionnel de bassins et jets d'eau, dont il ne reste que de vagues traces, dans la « grande prairie » qui longe en partie le « grand canal ».

### Fin de la monarchie absolue
Le 5 septembre 1725, Louis XV et Marie Leszczynska se marient au château. Louis Victoire Lux de Montmorin-Saint-Hérem, qui finit assassiné à Paris lors des massacres de septembre en 1792 naquit à Fontainebleau.
Les habitants ayant toujours bénéficié de la royauté, qui les fit s'enrichir, la Révolution n'a pas laissé ici de souvenirs notables, excepté la destruction de la chapelle.

## Époque contemporaine

### Révolution française
Une société populaire est fondée le 5 mai 1791 à Fontainebleau sous la dénomination de Société des amis de la constitution, qu'elle finit par changer pour Société des amis de la liberté et de l'égalité le 11 novembre 1792 « en raison de la différence des circonstances » et par imitation du Club des jacobins. Lors de sa première séance, on retrouve dans le fauteuil présidentiel le dénommé Maréchal, qui semblerait en être le fondateur, et en qualité de secrétaire, le dénommé Saint-Martin. La société rayonne en donnant l'impulsion à la formations d'autres sociétés populaires dans les alentours (Moret-sur-Loing, Nemours, Thomery, Montereau-Fault-Yonne). En décembre 1792, elle s'installe au château, puis dans l'église (devenue vacante) le 4 décembre 1793 en inaugurant un « temple de la Raison, de la Liberté et de l'Égalité »,. Les ressources financières de cette société, certes non abondantes mais toute de même jamais manquantes, ont sans doute permis sa préservation durant plusieurs années malgré des divisions intérieures et des désertions.
Au cours de la Révolution française, la commune porta les noms de Fontaine-la-Montagne et de Fontaine-le-Vallon.

### Renouveau de Fontainebleau sous le Premier Empire

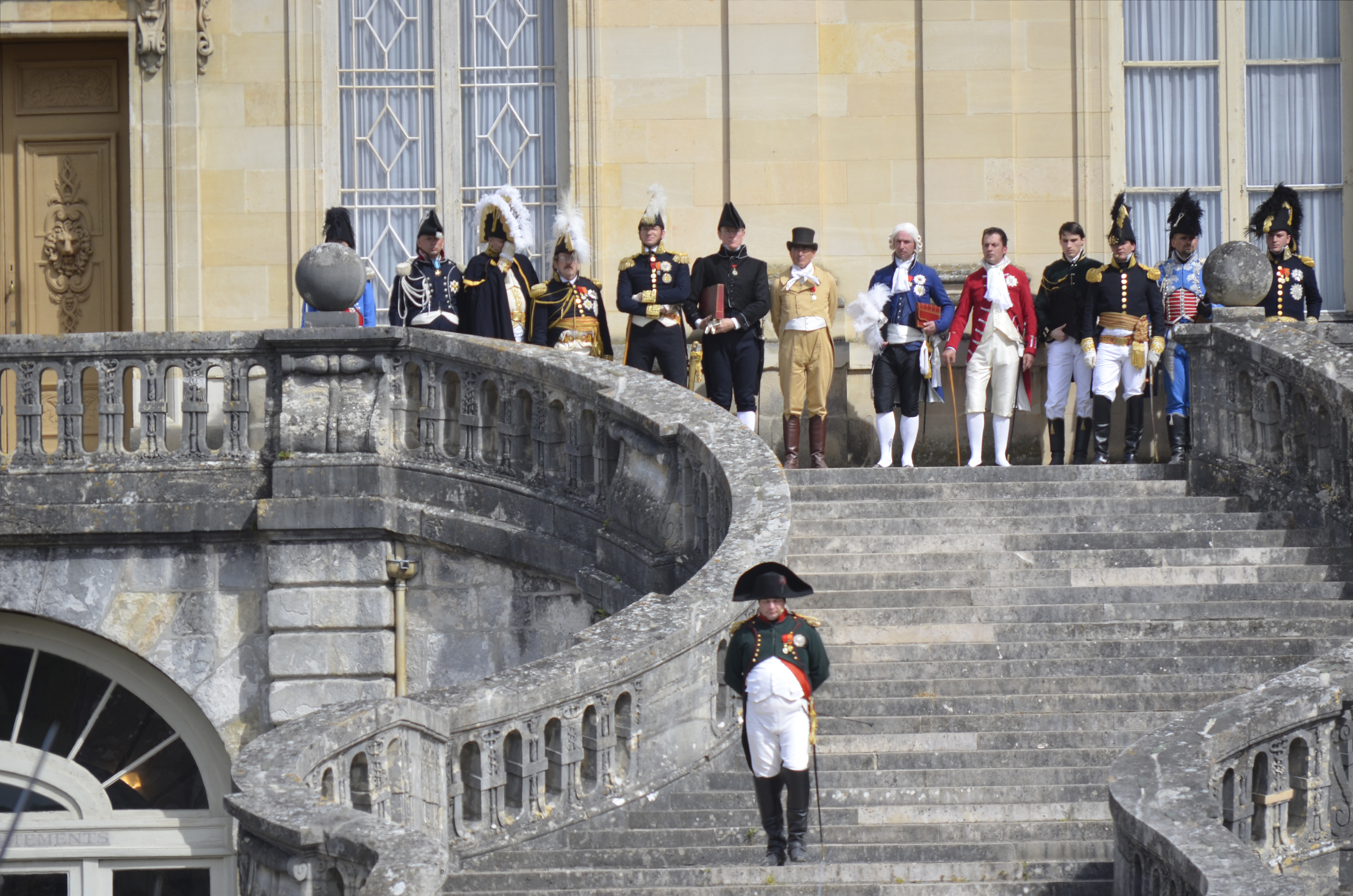
Reconstitution lors du bicentenaire des Adieux de Napoléon à Fontainebleau, le 20 avril 2014. Napoléon descend l'escalier en fer-à-cheval du château de Fontainebleau.

L'Empire va réveiller cette ville assoupie : Napoléon Ier s'installe au château et le fait rénover.
De vieux hôtels particuliers sont restaurés aussi, et certains sont transformés en hôtels de tourisme, comme « l'Aigle Noir ».
Des casernes sont bâties pour abriter les régiments de hussards de la Garde impériale, et est également créée une école militaire, qui sera ensuite délocalisée à Saint-Cyr-l'École puis à Coëtquidant (Guer).
Le 29 octobre 1807, Manuel Godoy, chancelier du roi d'Espagne Charles IV, et Napoléon signent le traité de Fontainebleau, qui autorise le passage des troupes françaises par le territoire espagnol afin d'envahir le Portugal.
Le 20 juin 1812, le pape Pie VII arrive au château : il excommunia l'empereur le 10 juin 1809, fut arrêté dans la nuit du 5 au 6 juillet 1809 et placé sous surveillance à Savone, avant d'être conduit à Fontainebleau. Il est accompagné du médecin- chirurgien Balthazard Claraz, et resta volontairement enfermé les dix-neuf mois que dura sa captivité : du 20 juin 1812 au 23 janvier 1814 le pape n'est jamais sorti de son appartement.
Le 20 avril 1814, Napoléon, peu après sa première abdication, fait ses adieux à sa garde, — les célèbres grognards —, dans la cour du Cheval blanc – devenue depuis « Cour des Adieux » – : le moment fut, selon les témoins, très émouvant.
Deux enfants de la ville le suivront lors de ses deux exils : Les frères Archambault,.

### Fontainebleau dans la seconde moitié duXIXesiècle
Après la chute du Premier Empire, le château fut encore habité par intermittence notamment par Napoléon III, de 1856 à 1869 : les 15 et 16 décembre 1856 il y accueille le prince royal de Prusse, futur Guillaume Ier.
En 1845 est bâtie en ville une prison, qui fermera en janvier 1990.
La ville est desservie par le chemin de fer depuis 1849 (ligne Paris - Lyon), avec la mise en service de la gare de Fontainebleau - Avon.
Après la défaite française contre la Prusse, en 1871, Fontainebleau accueille l’école d’application de l’artillerie et du génie qui se trouvait alors à Metz. En 1912, faute de place, le Génie est transféré à Versailles. L’école d’artillerie, installée dans l’enceinte du château, forme les élèves officiers.

### XXesiècle
Le 8 mai 1913, le roi Alphonse XIII d'Espagne est en visite officielle à Paris. Il est reçu à Fontainebleau par le président de la République, Raymond Poincaré qui lui fait notamment visiter le château. Le roi, sans abdiquer, s’exile en France et arrive dans la commune voisine d'Avon avec sa famille et s’installe à l’Hôtel « Le Savoy »,,.

#### Fontainebleau pendant la Première Guerre mondiale
L'école d'artillerie de Fontainebleau est fermée en août 1914 puis ré-ouverte en avril 1915. Pendant 3 ans, l’instruction des officiers et sous-officiers se fait à un rythme soutenu en raison des besoins importants. En 1916, les soldats ayant une année de front peuvent demander à bénéficier d’une formation à Fontainebleau afin de passer officier. L’école forme les sous-officiers en leur dispensant une formation pratique essentiellement basée sur l’équitation et une instruction technique. Plus de 20 000 hommes sont formés entre 1915 et 1918.

#### Seconde Guerre mondiale

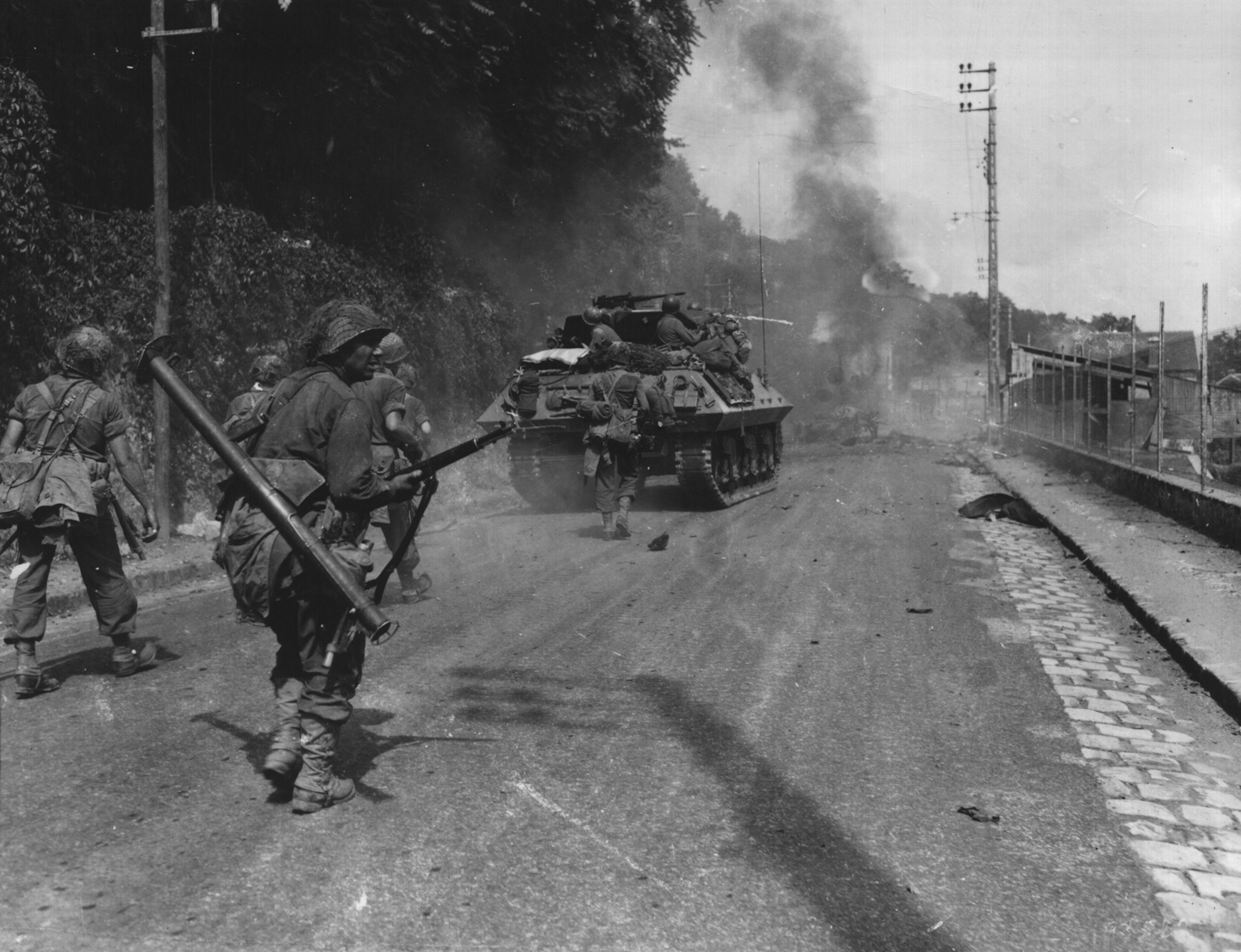
Troupes américaines et char près de Fontainebleau lors de la Libération.

Le 17 août 1944, des soldats sont aperçus dans les environs de Fontainebleau. Le 20 août, des pointes avancées de l'armée du général Patton sont maintenant aux abords immédiats de Versailles, Fontainebleau et Melun. Le 22 août, à 9 heures, le canon retentit pour la première fois aux abords de la ville. Le 23 août 1944, à 14 heures 30, les premiers éléments de l’Armée Patton font leur entrée dans la ville suscitant l’enthousiasme de la population.

#### Seconde moitié duXXesiècle
En juillet et août 1946, la ville accueille une conférence franco-vietnamienne ayant pour but de trouver une solution au conflit indochinois qui vient de commencer. Les pourparlers se soldent par un échec.
Le 5 octobre 1948, l'Union Internationale pour la Conservation de la Nature (UICN) est créée à Fontainebleau. Il s'agit de la première union de protection de l'environnement établie à l'échelle mondiale.
Fontainebleau, fidèle à sa tradition militaire, resta longtemps une ville de garnison : elle fut le siège de l'état-major des forces alliées en Centre-Europe (Allied Force Centre, AFCENT), des forces terrestres (LANDCENT) et forces aériennes (AIRCENT) de l'OTAN de 1949 à 1967.

### XXIesiècle

#### Années 2010
À la suite de l'attentat contre Charlie Hebdo en 2015, tous les maires du pays de Fontainebleau font appel pour une marche silencieuse le 10 janvier (à l'instar d'autres ville dans le pays). Y prennent part près de 10 000 personnes dans un cortège qui fait effectue une boucle entre l'hôtel de ville et le château,. À cette occasion, un court métrage en noir et blanc d'une dizaine de minutes, Together in silence (Ensemble en silence), est tourné par Bruno Gaget : il est sélectionné en mai pour le Paris Short Festival.

#### Pandémie de Covid-19 à Fontainebleau
Dès l'éclatement de la pandémie de Covid-19 en 2020, le maire Frédéric Valletoux organise des points quotidiens sur la situation dans la ville. À la suite de la demande du Premier ministre de fermer les cinémas à minuit dans la nuit du samedi 14 au 15 mars, la direction du cinéma de l'Ermitage déprogramme ses séances à partir de 21 h pour ce jour. Alors que la crise évolue et que la distanciation physique est demandée par le Premier ministre, Fontainebleau connaît son dimanche 15 mars « “presque” comme les autres » comme finit par conclure La République de Seine-et-Marne : sous un temps ensoleillé, le marché accueille une fréquentation avec une baisse légère et les rues piétonnes font le plein avec des commerces restés ouverts. Le château ferme ses portes à partir du 16 mars, à l'exception des jardins.
Le confinement est instauré en France à partir du mardi 17, ce qui n'empêche pas le déroulement du marché ce même jour ainsi que le vendredi 20, restreint en revanche à son seul commerce alimentaire,. L'annonce du maintien rencontre de vives oppositions, visibles sur Facebook, mais Caroline Philippe, adjointe au commerce, argue : « ce n'est pas une décision du maire mais du préfet de Région qui n'a pas interdit les marchés ouverts. Ce n'est pas de notre ressort. Pour le moment, ils sont bien maintenus, et dès qu’une décision contraire sera prise, on fermera les marchés ». Des mesures de précaution sont toutefois instaurés, dont le respect se fait sous l'œil de la police municipale.
Le 22 mars 2020, le maire annonce que le nombre de patients atteints de Covid-19 à l'hôpital passe de cinq à sept, dont deux en réanimation. Pour faire face à la crise, la direction du centre hospitalier déprogramme toutes les opérations de chirurgie « non essentielles » et fait reporter les congés. Dès cette période de fin mars, l'unité de Fontainebleau arrive à saturation. Le 27 mars 2020, le maire annonce le premier décès lié à la maladie dans la ville (à l'hôpital). La Ville fait une commande de 18 000 masques en tissu pour tous les habitants (dont 2 000 pour enfants) avant le 11 mai (en prévision d'un déconfinement) : une première livraison a lieu les 27 et 28 avril pour les plus de 60 ans, une autre pour le reste de la population les 7 et 8 mai. Par un communiqué commun, les trois groupes de l'opposition municipale critiquent alors « un mode de distribution qui invite et incite les plus fragiles à sortir de chez eux pour aller récupérer leur masque ».
La crise provoque une été calme, sans les habituels touristes étrangers. Le traditionnel feu d'artifice, tiré lors de la Saint-Louis, la fête patronale, se voit annulé, avec une programmation culturelle revue dans l'ensemble. À partir du jeudi 20 août, le port du masque devient obligatoire à l'extérieur dans un périmètre délimité du centre-ville et dans les jardins du château, faisant de Fontainebleau l'une des premières villes à l'imposer,,. Les forces de l'ordre sont mobilisés pour veiller au respect de la mesure, une contravention de 4e classe (135 euros d'amende) peut sinon être appliquée,.
Après des démarches entreprises à partir du 8 janvier 2021, un premier centre de vaccination ouvre ses portes le 19 janvier dans le gymnase Lagorsse, un espace choisi pour sa vasteté,. Il mobilise ainsi 152 professionnels et 119 bénévoles, mais atteint ses limites au fil des mois. Ainsi, le 27 mai, la Ville et la Préfecture annoncent l'ouverture à partir du 30 du plus grand centre de vaccination dans le département après celui de Disneyland Paris qui est installé dans le gymnase Martinel. L'exode urbain dès la fin du premier confinement traverse la ville, puisqu'elle attire pour son cadre de vie de nombreux Parisiens, bousculant à la fois les effectifs scolaires et les prix de l'immobilier.

#### Soutiens à l'Ukraine
L'invasion de l'Ukraine par la Russie à partir du 24 février 2022 mobilise des habitants et les élus. Cinq logements municipaux sont réservés début mars. La Ville s'organise aussi avec Alba Iulia — ville roumaine près de la frontière ukrainienne et avec laquelle une discussion de jumelage s'entretient depuis 2018 — et, à la suite d'une collecte humanitaire, envoie les biens par plusieurs camions,. Une cinquantaine de Bellifontains expriment parallèlement leur volonté d'accueillir des réfugiés ukrainiens avec des premières arrivées estimées à la semaine du 21 mars. La Municipalité organise aussi début avril à l'hôtel de ville une matinée d'accueil des réfugiés, qui en fait venir deux cents. Les initiatives solidaires se multiplient : des cours de français sont dispensés, du soutien scolaire à travers l'association Tremplin bellifontain, des groupes de parole sont mis en place ou encore des mesures de vigileance de la Croix-Rouge française. Le 8 juillet, une soirée est organisée au théâtre municipal — résultat d'une collaboration entre la direction de ce dernier et la Croix-Rouge — pour « soutenir le peuple ukrainien ». Consacrée à la culture ukrainienne, elle anime « des propositions artistiques, de la musique, des chants et des lectures ». L'événement offre la possibilité aux participants de contribuer à la cause à travers des dons ou des achats caritatifs.